# Batalló Rakosi
El Batalló Rakosi va ser una unitat militar de les Brigades Internacionals durant la Guerra Civil espanyola, formada per voluntaris eslaus, especialment hongaresos, però també per txecs, tàrtars del Turquestan, ucraïnesos i polonesos (sobretot jueus). Prengué el nom del polític comunista hongarès Mátyás Rákosi.

## Formació
Fou dels primers destacaments internacionals en formar-se i pràcticament començà a lluitar el mateix estiu del 1936, inicialment amb un enquadrament independent: el 51è Batalló de l'Exèrcit Popular de la República.

## Enquadraments
Entre el 12 d'abril i el 27 de maig del 1937 formà part de la 27a Divisió "Carles Marx" del PSUC. A partir d'aquesta data i fins al 4 d'agost constituí la 150a Brigada Internacional. Posteriorment i fins al 23 de setembre del 1938, integrà la XIII Brigada Internacional, la qual es reorganitzà entre el 26 de gener i el 9 de febrer del 1939.

## Principals batalles
Un cop es va integrar a la XIII Brigada Internacional, prengué part en les més cruentes batalles de la Guerra Civil, a Brunete, a Belchite i a l'Aragó.
El març del 1938, durant la retirada d'Aragó patí una severa desfeta a l'Ebre. Tanmateix, restà actiu a Catalunya fins al març del 1939, després d'un infructuós intent de resistència a Cassà de la Selva, en plena desbandada republicana.